# EuroSpeedway Lausitz
L'EuroSpeedway Lausitz, nel passato noto anche come Lausitzring, è un circuito automobilistico situato vicino a Klettwitz (una frazione del comune di Schipkau), nello stato del Brandeburgo in Germania, nella regione storica della Lusazia (appunto Lausitz in lingua tedesca).
Inaugurato il 25 agosto 2000, attualmente l'EuroSpeedway Lausitz ospita gare del DTM e dell'Internationale Deutsche Motorradmeisterschaft, il campionato motociclistico tedesco (Superbike, Supersport e altre). In precedenza ha ospitato anche il campionato dell'A1 Grand Prix, la F3 Euro Series, il Campionato mondiale Superbike e il campionato statunitense ChampCar.

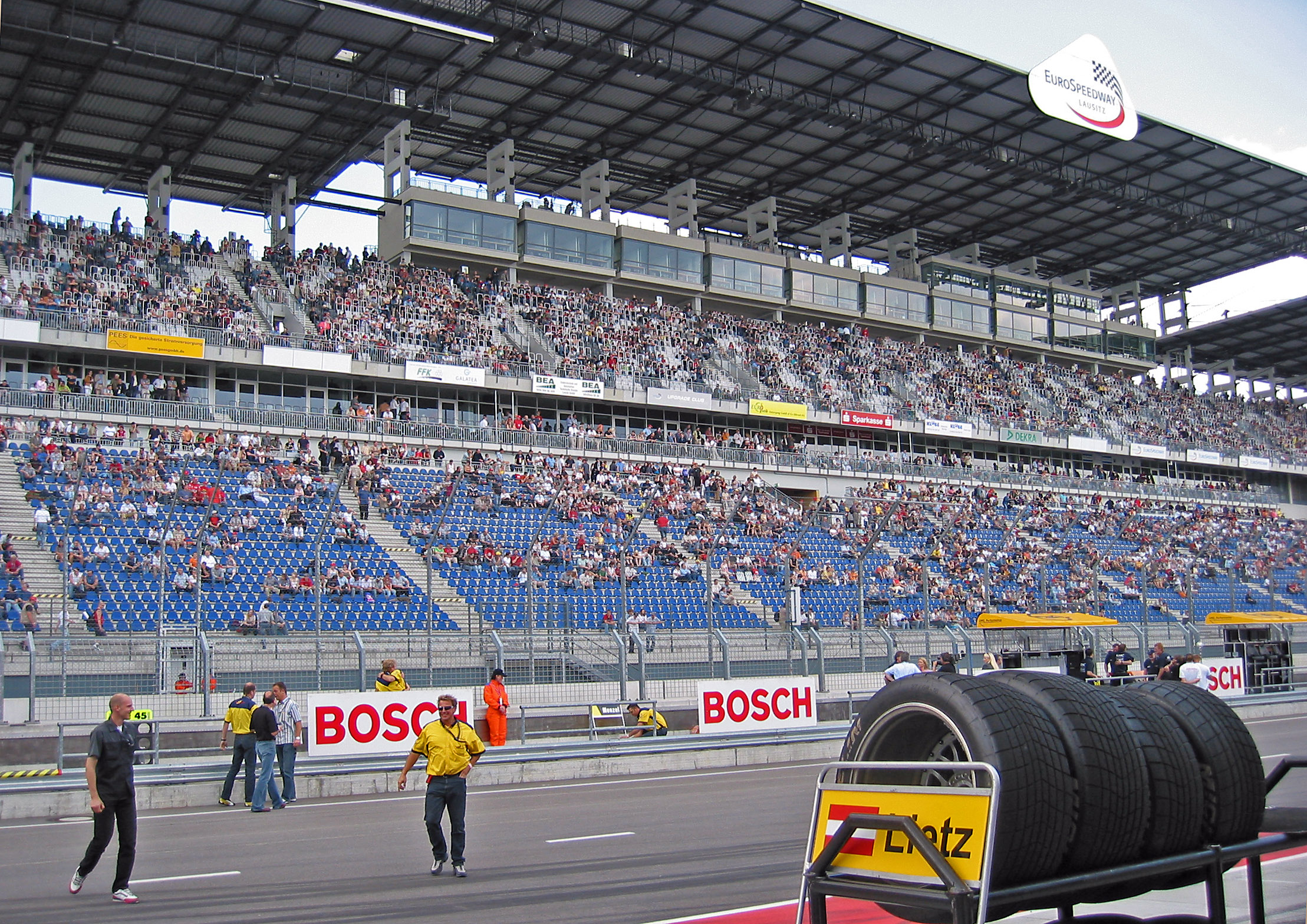
La tribuna principale dell'EuroSpeedway Lausitz

## Caratteristiche
Il circuito è unico nell'Europa continentale in quanto, in aggiunta al tradizionale circuito stradale, presenta una pista di alta velocità nello stile degli speedway usati dall'automobilismo americano. L'EuroSpeedway Lausitz è quindi un cosiddetto "ovale" (esattamente un "triovale": il disegno dell'EuroSpeedway è triangolare, simile a quello del Pocono Raceway in Pennsylvania).
All'interno e all'esterno (DEKRA Test Oval di 5,8 km) del triovale sono presenti inoltre diversi segmenti di tracciato che, combinati tra loro, danno luogo a molteplici varianti del disegno del circuito. Le principali sono:
- Superspeedway da 2 miglia[2];
- Circuito Grand Prix 4,5 km automobilismo[3];
- Circuito Grand Prix 3,4 km automobilismo[4];
- Circuito Grand Prix 3,4 km automobilismo (DTM)[1];
- Circuito Grand Prix 4,3 km motociclismo[5];
- Circuito Grand Prix 3,2 km motociclismo[6];
- Circuito Lungo 11,3 km[7].

## Utilizzo
Dopo la cerimonia inaugurale del 20 agosto, il weekend successivo si disputò la prima competizione, una gara dell'Internationale Deutsche Motorradmeisterschaft e il primo fine settimana di settembre fu la volta dell'evento congiunto DTM / F3 tedesca sulla variante Grand-Prix-Strecke 4,5 km Automobilsport, con la gara delle monoposto disputatasi il sabato e le due gare delle vetture turismo previste per la domenica (all'epoca il DTM prevedeva ancora la doppia gara per ogni evento) annullate a causa della pioggia torrenziale

La variante Grand-Prix-Strecke 3,4 km Automobilsport (DTM), introdotta nel 2007.

A partire dalla gara del 2005, il DTM decise di passare dalla precedente configurazione Grand Prix 4,5 km al tracciato più corto denominato Grand Prix 3,4 km (che non sfrutta tutta la lunghezza del rettilineo successivo alla Curva 1 del triovale), per far sì che la gara si disputasse su un numero maggiore di giri, a beneficio del pubblico.
Per la gara del DTM del 20 maggio 2007 la prima curva venne modificata allungando il muretto dei box mediante l'uso di barriere di cemento rimovibili, rendendola molto più stretta e insidiosa, specialmente quando tutte le vetture vi arrivano insieme subito dopo il via. Da allora tale configurazione è stata sempre usata nelle gare del DTM e in quelle a supporto dell'evento (come la Formula 3) e denominata Grand-Prix-Strecke 3,4 km Automobilsport (DTM).
Nel 2001 e nel 2003 il circuito ha ospitato una gara della serie ChampCar, nel periodo in cui la serie statunitense disputava alcune competizioni all'estero nel tentativo di 
ampliare il suo bacino di appassionati oltre i confini degli Stati Uniti. Questa gara fu denominata German 500, denominazione modificata per l'edizione 2001 in American Memorial 500, in onore alle vittime degli attentati dell'11 settembre 2001 avvenuto solo quattro giorni prima.
Al termine della stagione di gare 2017 il circuito viene chiuso al pubblico in seguito all'acquisto da parte della Dekra e verrà utilizzato come pista di prova. Ultimo grande evento pubblico è stata la gara di Superbike

## Gli incidenti del 2001
Proprio la gara American Memorial 500 è ricordata in particolare per il grave incidente, avvenuto il 15 settembre 2001, al pilota italiano Alessandro Zanardi, che dopo essere sbandato all'uscita della corsia box alla fine di un pit-stop e aver ostruito la traiettoria agli altri concorrenti, è stato travolto dalla vettura dell'italo-canadese Alex Tagliani, perdendo metà di entrambi gli arti inferiori. Sempre in quell'anno il circuito era stato teatro di un altro grave incidente durante una sessione di test e la vittima fu un altro pilota italiano, Michele Alboreto, che morì in seguito alla fatale carambola della sua vettura avvenuta lungo il rettilineo esterno al triovale. Pochi giorni dopo ci fu un altro incidente: durante alcune prove legate al DTM, un commissario di pista fu investito da una vettura e morì poco dopo.

## Configurazione tracciato

tracciato Superspeedway
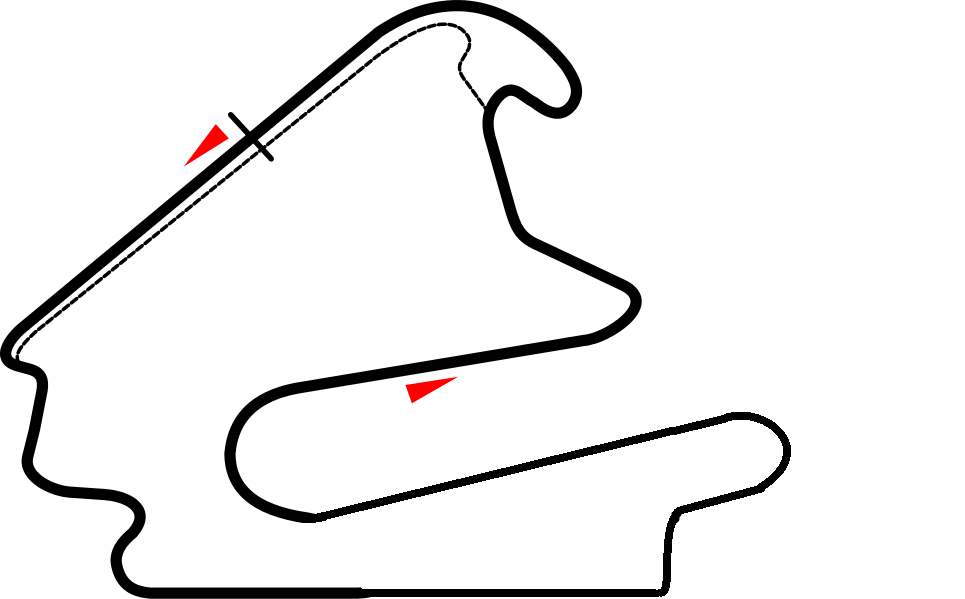
tracciato Grand Prix Circuit
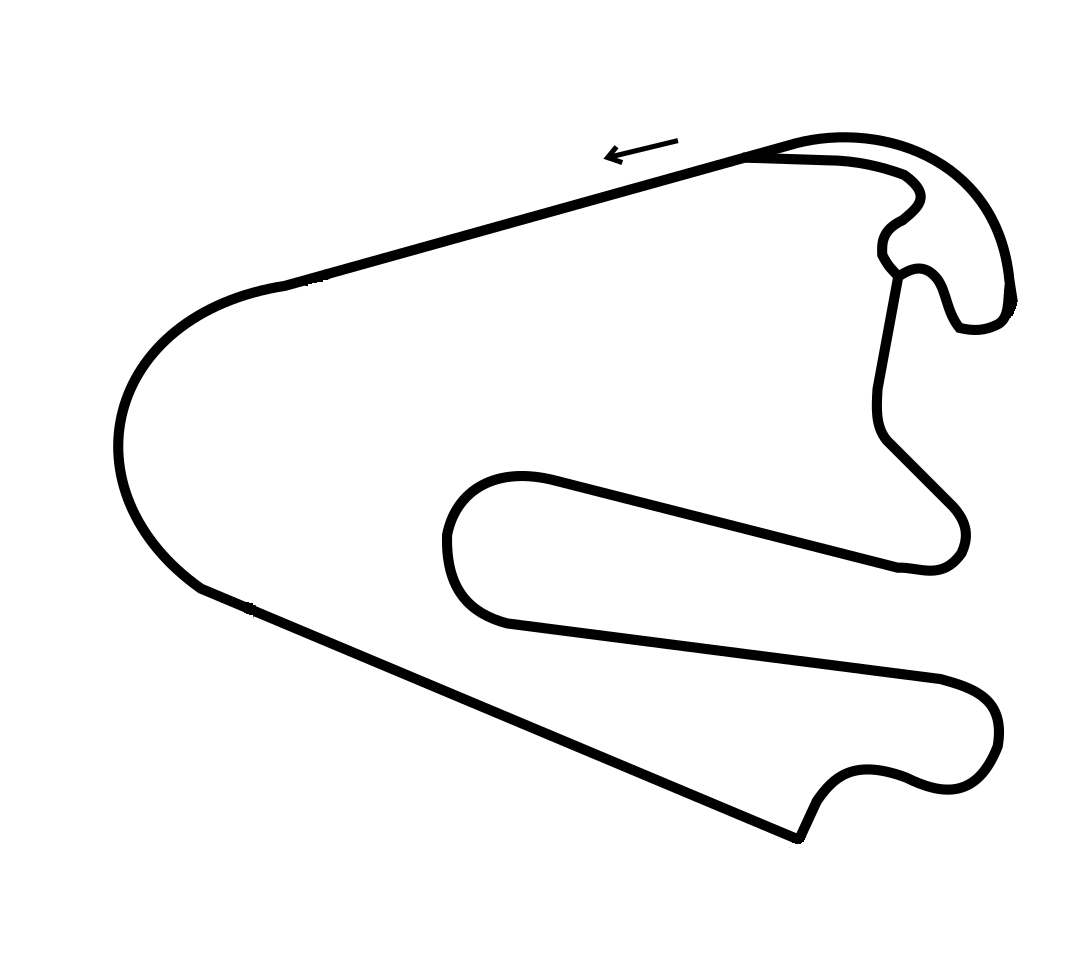
Grand Prix Circuit con Ovale curva 1
tracciato DTM Sprint Circuit
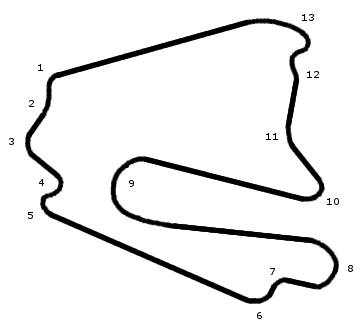
tracciato Motorcycle Circuit
Mappa dettagliata del Lausitzring